# Typosyllis pennelli
Typosyllis pennelli är en ringmaskart som beskrevs av Knox och Cameron 1998. Typosyllis pennelli ingår i släktet Typosyllis och familjen Syllidae. Inga underarter finns listade i Catalogue of Life.